# بابکوک (ویرجینیای غربی)
بابکوک (به انگلیسی: Babcock) یک منطقهٔ مسکونی در ایالات متحده آمریکا است که در شهرستان فایت، ویرجینیای غربی واقع شده‌است. بابکوک ۵۹۱٫۹۳ متر بالاتر از سطح دریا واقع شده‌است.